# Прокопій Декаполіт

Святий Прокопій Декаполіт

Прокопій Декаполіт (англ. Procopius of Decapolis) — палестинський монах VIII ст., борець з іконоборством, сповідник, святий. Пам'ять вшановується 13 березня.

## Життя
Святий Прокопій Декаполіт жив у VIII ст. і походив з міста Селевкія (зараз у Йорданії), у тій частини Палестини яка знаходилась на Схід від Галілейського моря та ріки Йордан і називалася Декаполісом. За іншими даними у Селевкії у Малій Азії
З юності обрав шлях чернечого життя і посвятив себе духовному очищенню та піднесенню душі до Бога. Будучи монахом у Константинополі, Прокопій мужньо виступив опонентом розпочатої візантійськими імператором Левом ІІІ, боротьби проти вшанування ікон, що отримала назву іконоборства. Своїми навчаннями, в яких він доводив, що вшанування ікон не є видом ідолопоклонства, святий накликав на себе гнів імператора та був підданий жорстоким тортурам, його побили залізними прутами і кинули до в'язниці. Усі терпіння він зносив разом зі святим Василієм Визнавцем, вірним побратимом його чернечого життя.
Після смерті імператора у 741 році, Прокопій вийшов на волю і провів решту життя у монастирі. Відійшов до Господа у глибокій старості, багатий на заслуги за своє суворе монаше життя й терпіння Христового визнавця.

## Джерело
- Рубрика Покуття. Календар і життя святих.[недоступне посилання з липня 2019] (дозвіл отримано 9.01.2008)
- Преподобний Прокопій Декаполіт